# كهف ديل فالي
كهف ديل فالي (بالإسبانية: Cueva del Valle)‏ المعروف محليًا أيضًا باسمِ المرأة العجوز (بالإسبانية: La Viejarrona)‏ هو كهفٌ يقعُ بالقربِ من قرية إل ثيرو (بالإسبانية: El Cerro)‏ والتي تعني حرفيًا التلّ في بلدية راساينيس في قنطبرية (أو كانتابريا كما تردُ في بعض المصادر) شمال إسبانيا. الكهف هو منبع نهر سيلينسيو، أحد روافد نهر ريو رواهيرموسا، والذي يعد بدوره أحد روافد نهر أسون. يَشتهرُ هذا الكهف بمعثوراته التي تعود لعصور غابرة، كما أنّه مشهورٌ بشكل خاص لأهميتهِ في الاستغوار حيث تمّ التعرف على هذا الكهفِ كواحدٍ من أطول التجاويف في العالم. يحظى الموقع بشعبية كبيرة بين رياديّ الكهوف، الذين اكتشفوا ما مجموعه أكثر من 60 كيلومتر (37.28 ميل) حتى الآن.

## التاريخ

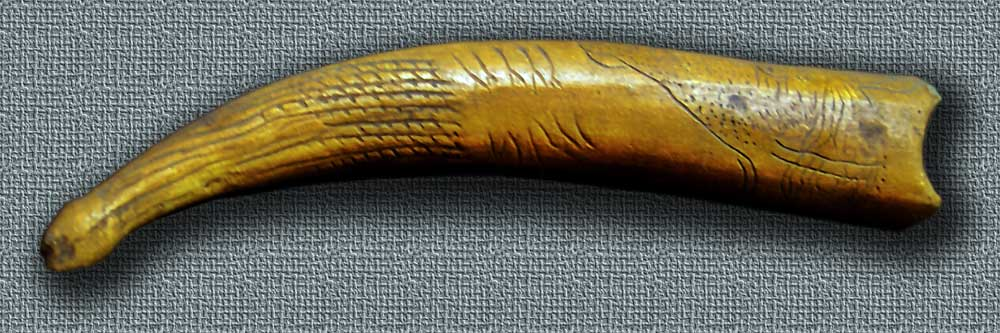
من بينِ المعثورات داخل هذا الكهف

على الرغم من أنها تقع في منطقة فرانكو-كانتابريان الشهيرة، إلا أنه لم يتم الإبلاغ عن اكتشاف اللوحات الصخرية التي تعود إلى عصور ما قبل التاريخ. اكتشفَ كاهن يُدعى لورنزو سييرا عام 1905 الأشياء والأدوات والتحف الأولى التي تمثل الاحتلال البشري منذ 9000 عام، ومن بين هذه الأشياء الموثقة حراب من الحضارة الأزيليّة ونقاط الرمح المجدلانيّة وأدوات العظام الأخرى. تشمل الأدوات الحجرية الأزاميل وأنواع مختلفة من الكاشطات. عُثرَ على الحفريات الأخيرة من عام 1996 إلى عام 1998، كما عُثرَ على عصا مثقبة ومزخرفة ذات أهمية أثرية في هذا الموقع، لكنها فُقدَت الآن، ومع ذلك يحتفظ المتحف الأثري الوطني بنسخة ويوجد عمود آخر مثقوب، محفوظ في المتحف الإقليمي لعصور ما قبل التاريخ وعلم الآثار في قنطبريّة، على الرغم من أنه أقل أهمية من العينة المفقودة لأنه غير مزخرف.

## الأهميّة
يُعرف كهف فالي بأنه أحد أطول الكهوف المكتشفة في العالم بأكثر من 40 ميل (64.37 كـم) وذلكّ بعد استكشافه. الموقع بصرفِ النظر عن خبراء الكهوف المحترفين، معروف أيضًا بين الرياضيين وممارسي هواية ريادَة الكهوف.

## روابط خارجية
- مارغريتا دياز أندرو (13 تشرين الثاني 2012). لقاءات أثرية: بناء شبكات من علماء الآثار الإسبان والبريطانيين في القرن العشرين. دار كامبريدج للنشر. ص. 206–.(ردمك 978-1-4438-4276-1)رقم ISBN 978-1-4438-4276-1 .